# Marcelo de Apameia
Marcelo (em latim: Marcellus) foi um bispo da cidade síria de Apameia do século IV que foi martirizado e é atualmente considerado santo pela Igreja Católica e Igreja Ortodoxa. Sua festa é celebrada em 14 de agosto.

## Vida
Marcelo nasceu em data desconhecida durante o século IV, filho de pais ilustres oriundos da ilha de Chipre. Recebeu boa educação e ocupou alto ofício civil; nesta época era louvado por todos por sua pureza, suavidade, bondade e eloquência. Casou-se em data desconhecida e teve com sua esposa de nome desconhecido alguns filhos, de nome também desconhecido. Em 375, contudo, deixou-os para devotar-se à vida monástica na Síria. Ao chegar em Apameia, Marcelo foi aclamado bispo pelos apameus.
Segundo a crônica de Teodoreto de Cirro, Marcelo recebeu permissão do imperador Teodósio I (r. 378–395) para destruir um Templo de Júpiter situado em Apameia. Segundo proposto pela interpolação com a carreira do prefeito pretoriano do Oriente Materno Cinégio, este evento teria ocorrido ca. 385, quando o último empreendeu uma destruição em larga escala de templos pagãos do Oriente ao lado dos monges locais.
Marcelo comprometeu-se a realizar a destruição, mas não sabia como fazê-lo. Um trabalhador de nome desconhecido, por sua vez, aproximou-se dele e ofereceu sua ajuda. Ele minou três das grandes colunas de sustentação, apoiando-as temporariamente com troncos de oliveiras, e então tentou atear-lhes fogo, mas sem sucesso. Ao ver o ocorrido, Marcelo entoou a Bênção Menor da Água e ordenou que a água fosse fielmente aspergida em torno da madeira. Depois disso, a madeira rapidamente incendiou-se, as colunas caíram e o templo consumiu-se nas chamas.
Nesse interim, soldados do exército expedicionário do Oriente, que estavam auxiliando na destruição sob ordens de Materno Cinégio, destruíram outro templo em Aulona, um dos distritos de Apameia. Marcelo, enquanto parado assistindo-os à distância, foi pego pelos pagãos locais e jogado nas chamas. Os culpados foram descobertos e os filhos do santo solicitaram direito de vingança. O concílio municipal local proibiu-os de fazê-lo, afirmando ser errado vingar a morte que um santo recebeu. Segundo decisão, em vez disso, deveriam agradecer a Deus.